# Bejt ha-Kerem (Jeruzalém)

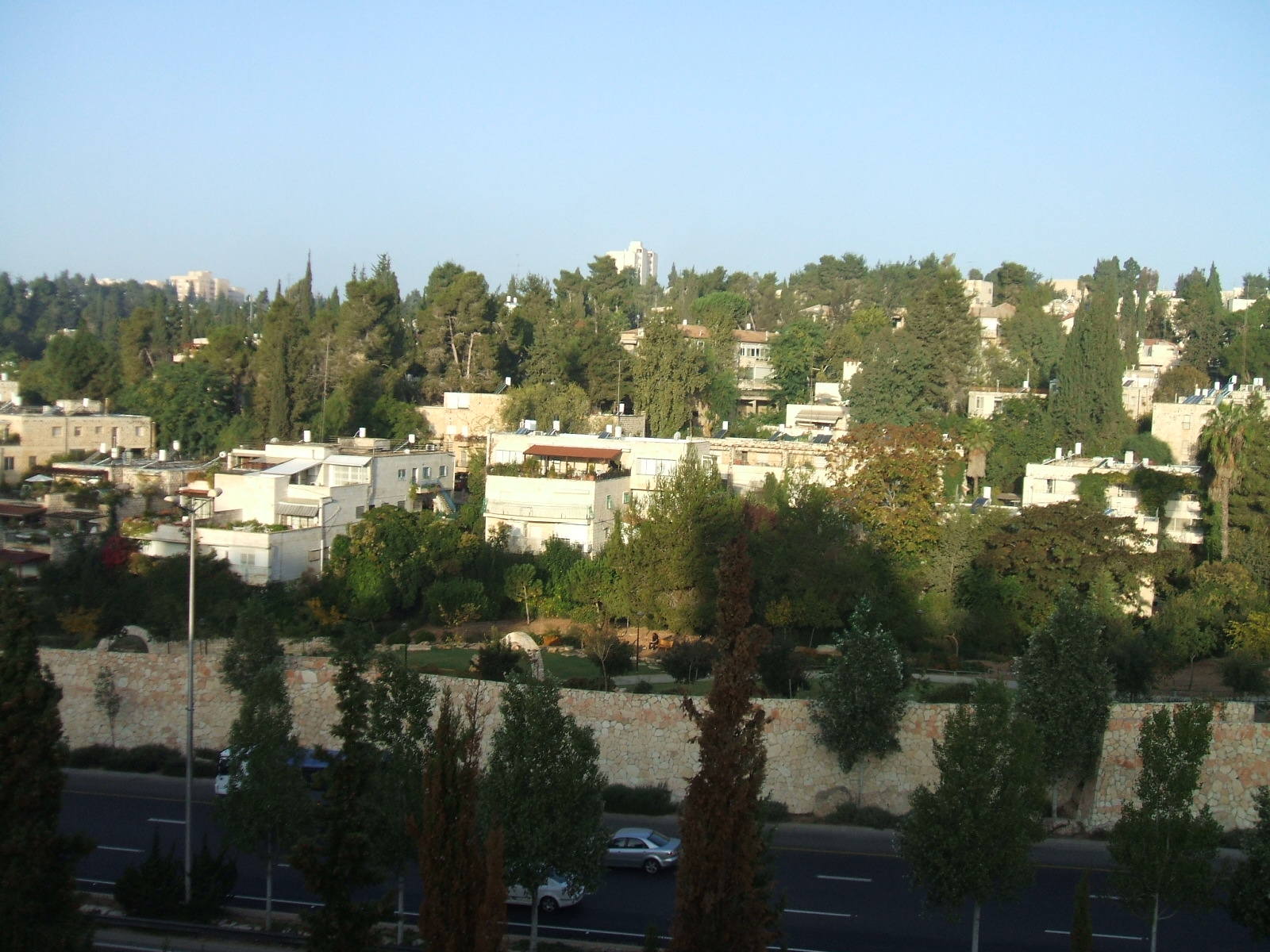
Pohled na Bejt ha-Kerem od východu

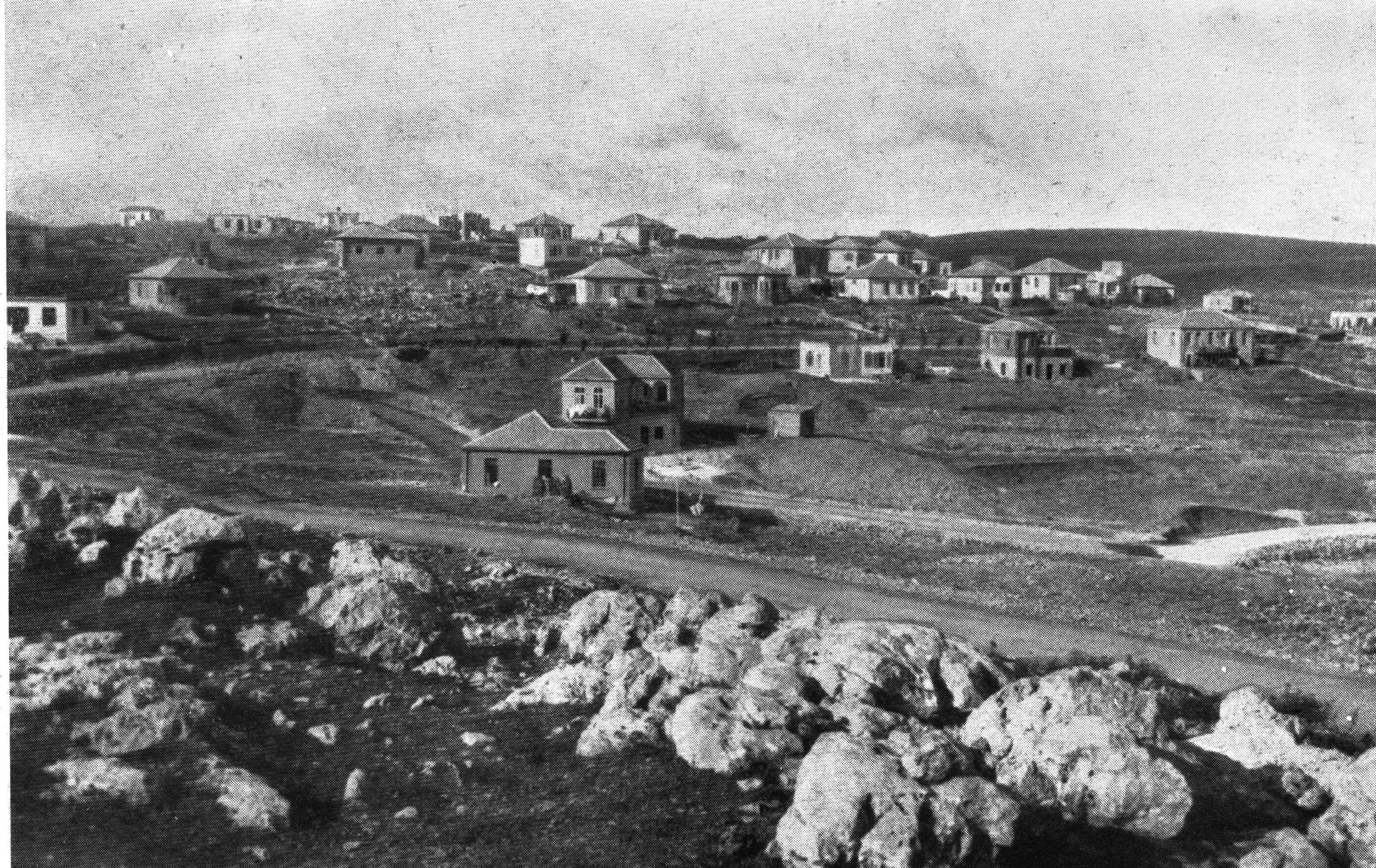
Bejt ha-Kerem na dobovém snímku z roku 1925

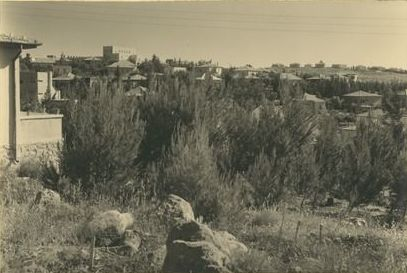
Bejt ha-Kerem, 1925 - 1937

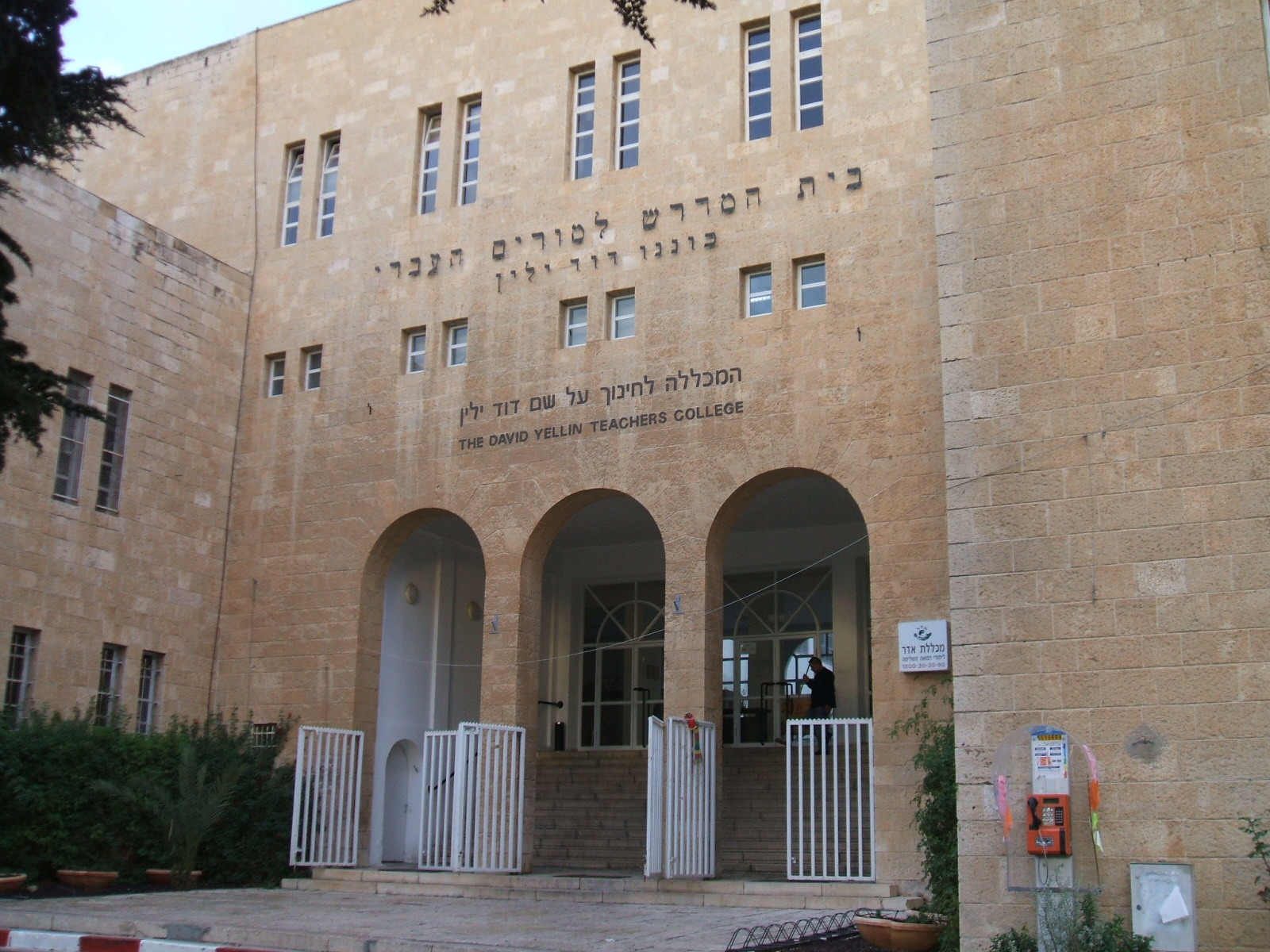
Učitelský ústav Davida Jelina

Bejt ha-Kerem (hebrejsky: בית הכרם, doslova Viniční dům) je městská čtvrť v západní části Jeruzaléma v Izraeli.

## Geografie
Leží v nadmořské výšce necelých 800 metrů, cca 4 kilometry západně od Starého Města. Na východě s ní sousedí univerzitní čtvrť Giv'at Ram, na jihu satelitní čtvrti Ramat Bejt ha-Kerem a Giv'at Bejt ha-Kerem, na západě Jefe Nof a Šikun Har'el a na severu Kirjat Moše. Nachází se na vyvýšené planině, která na východě prudce spadá do údolí vádí Nachal Chovevej Cijon, na jihozápadě do Nachal Rakafot a na severozápadě do údolí Nachal Revida. Západně od Bejt ha-Kerem se zvedá Herzlova hora a za ní areál Jad Vašem připomínající holokaust. Čtvrtí prochází lokální silnice číslo 386, která vede k jihozápadu, do venkovských oblastí Jeruzalémského koridoru. Podél východního okraje čtvrtě vede nová dálniční komunikace (západní obchvat města) Sderot Menachem Begin. Populace čtvrti je židovská.

## Dějiny
Šlo o třetí z šesti zahradních předměstí, která ve 20. letech 20. století začala vyrůstat na okraji Jeruzaléma podle projektu Richarda Kaufmanna. Tehdy šlo o izolovanou lokalitu, obklopenou arabskými vesnicemi. Jméno odkazuje na biblické město Bejt ha-Kerem z Knihy Nehemjáš 3,14: „Rekábův syn Malkijáš, správce obvodu bétkeremského“ Zakladatelé novověkého Bejt ha-Kerem ustavili v roce 1920 stavební družstvo Bonej bajit. V březnu 1921 koupili 282 dunamů (28,2 hektarů) od řecké pravoslavné církve. Družstvo město 148 členů, mezi nimi mnoho učitelů, úředníků a publicistů. Podle územního plánu od Richarda Kaufmanna mělo jít o nízkou zahradní zástavbu. Stavební práce byly v maximální možné míře zadávány židovským dělníkům. Kromě domů tu vyrostla i škola a mateřská škola. Od počátku se tu rovněž počítalo s výstavbou učitelského ústavu, jehož zakladatelem se stal David Jelin (budova byla dokončena roku 1929). V roce 1930 se zde také otevřela střední škola. Do roku 1948 si zde postavilo dům 105 ze 148 členů družstva. V květnu 1924 už tu stálo 29 domů, v prosinci téhož roku 69. 51 domů zbudovala stavební firma Solel Bone. Šlo o její první větší zakázku. 14 domů postavili soukromé firmy, jen 4 si postavili majitelé pozemků svépomocí. Většinou šlo o přízemní objekty s 2-4 místnostmi. Kvůli odlehlosti si výstavba předměstí vyžádala vznik prvního systému veřejné autobusové dopravy. Bezpečnostní situace zde nebyla jednoduchá. Arabové prostřednictvím muslimského fondu Wakf odmítli legálnost výkupu zdejších pozemků do židovského vlastnictví. Při počátku výstavby Bejt ha-Kerem tak musela asistovat policie. Útoky na obyvatele zde probíhaly potom zejména během arabského povstání v letech 1936-1939. Na střeše učitelského ústavu proto tehdy byla zřízena pozorovatelna a na okraj předměstí stráže. Významnou roli hrála lokalita i během války za nezávislost v roce 1948. Kontroluje totiž vstup do města od západu.
V současnosti využívá čtvrť svou výhodnou polohu poblíž Hebrejské univerzity. Na jihozápadním okraji stojí Nemocnice Ša'arej Cedek. Počet obyvatel dosahuje cca 15 000. Původní zástavbu postupně nahrazují hustěji řešení bytové komplexy. Uliční síť ale zůstává zachována. Skládá se z několika autonomních urbanistických souborů.
- ha-Po'alim leží mezi ulicemi he-Chaluc a Banaj. Zdejší parcely vykoupil v roce 1925 Mordechaj Jigal a rozdělil je na 30 stavebních míst po 1,5 dunamu, která potom prodával členům pracovních oddílů Gdud ha-avoda.
- Jefe Nof je situováno v nejzápadnější části, poblíž Herzlovy hory, na okraji Jeruzalémského lesa. Zástavbu tvoří dvoupatrové bytové domy s byty o velikosti 3-5 pokojů a několik přízemních chat.
- Ramat Bejt ha-Kerem se nachází na jižním okraji čtvrtě. Výstavba tam začala v 90. letech 20. století. Podle územního plánu se zde počítá s 2500 byty, z nichž 75 % již bylo realizováno. Zástavba sestává z dvou- až čtyřpatrových domů, většinou s parkovacími místy, zahradou nebo balkonem. Hlavní komunikací je Rechov Moše Kol.
- Giv'at Bejt ha-Kerem má podobný charakter jako Ramat Bejt ha-Kerem. Jde o novou hromadnou výstavbu.
- Šikun Har'el leží mezi nejstarší částí Bejt ha-Kerem a okrskem Jefe Nof, při ulici Sderot Herzl.[4]

Zakladatelé Bejt ha-Kerem chtěli nové předměstí budovat jako sekulární komunitu. Dokonce původní statut čtvrti zakazoval financování veřejné synagogy. I v současnosti zde zůstává většina sekulárních obyvatel, ale roste podíl nábožensky založených. V roce 2006 byl dokončen nákupní areál a v roce 2011 sem byla dobudována tramvajová trať.